# Orcières (tổng)
Tổng Orcières là một tổng của Pháp nằm ở tỉnh Hautes-Alpes trong vùng Provence-Alpes-Côte d'Azur.

## Địa lý
Tổng này được tổ chức xung quanh Orcières thuộc quận Gap. Độ cao thay đổi từ 1 077 m (Saint-Jean-Saint-Nicolas) đến 3 439 m (Champoléon) với độ cao trung bình 1 314 m.

## Hành chính
| Giai đoạn | Ủy viên       | Đảng | Tư cách |
| --------- | ------------- | ---- | ------- |
| 2008-2014 | Patrick Ricou | UMP  |         |
| 2001-2008 | Patrick Ricou | DVD  |         |

## Các đơn vị cấp dưới
Le canton d'Orcières gồm 3 xã với dân số là 1 704 người (điều tra năm 1999, dân số không tính trùng)
| Xã                       | Dân số | Mã bưu chính | Mã insee |
| ------------------------ | ------ | ------------ | -------- |
| Champoléon               | 113    | 05260        | 05032    |
| Orcières                 | 810    | 05170        | 05096    |
| Saint-Jean-Saint-Nicolas | 781    | 05260        | 05145    |

## Biến động dân số
| 1962                                                     | 1968  | 1975  | 1982  | 1990  | 1999  |
| -------------------------------------------------------- | ----- | ----- | ----- | ----- | ----- |
| 1 309                                                    | 1 564 | 1 711 | 1 829 | 1 808 | 1 704 |
| Nombre retenu à partir de 1962 : dân số không tính trùng |       |       |       |       |       |